# 極真会館 手塚グループ

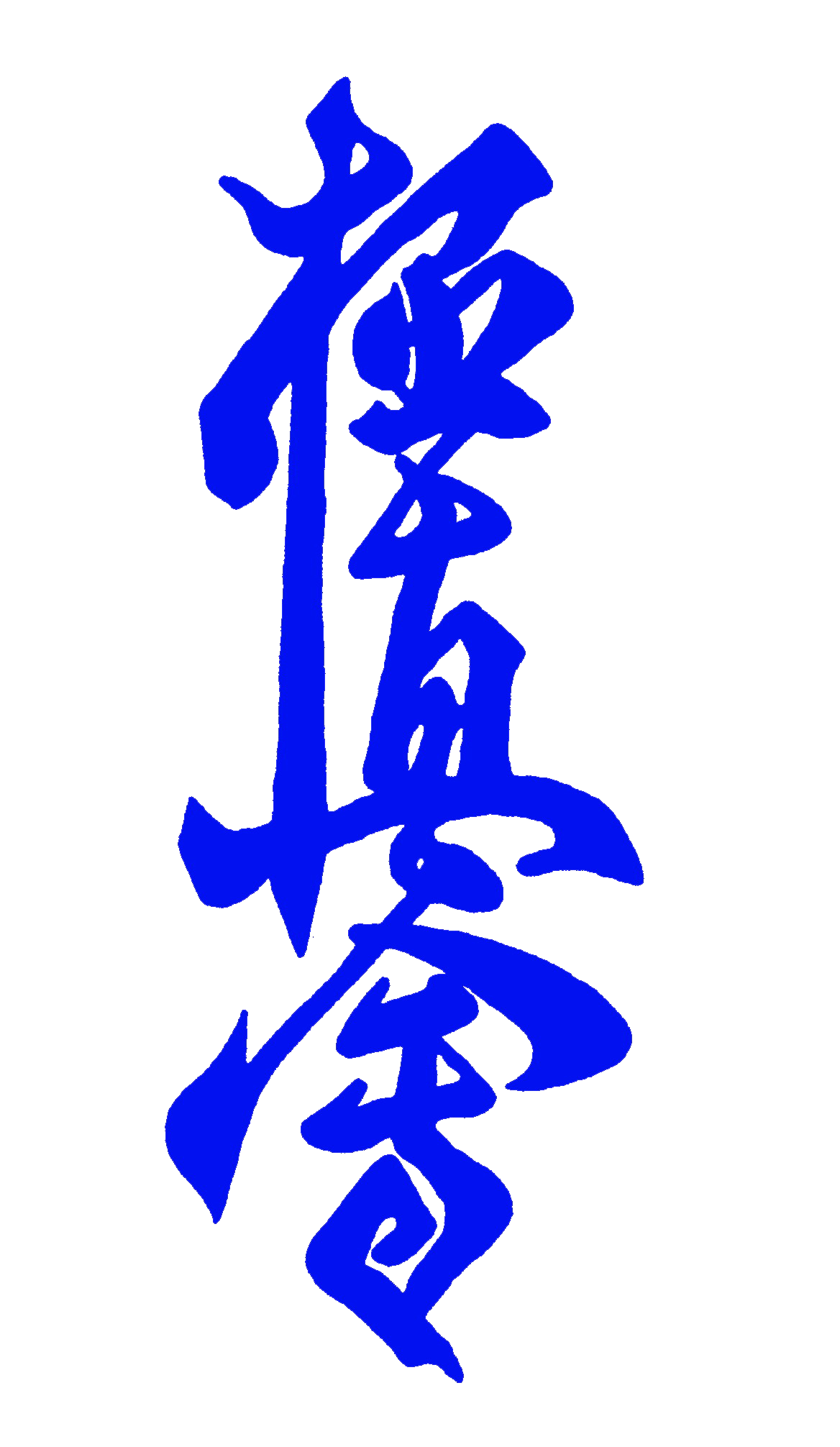
極真会館 手塚グループ

極真空手 手塚グループ（きょくしんからて てづかグループ、Kyokushin Karate Tezuka Group）とは、極真会館の創始者である大山倍達亡き後に生じた分裂騒動の後、遺族派から分かれ手塚暢人が設立したフルコンタクト空手団体。団体名称は国際空手道連盟総本部 極真会館 手塚グループ（こくさいからてどうれんめいそうほんぶ きょくしんかいかん てづかグループ）。

## 概要
1994年（平成6年）、大山倍達没後の状況下で手塚含む支部長5名（小野寺勝美、林栄次郎、高木薫、安西友吉、手塚暢人）が、遺族である大山家とともに遺言書についての裁判を行う（→極真会館#分裂騒動）。
1997年（平成9年）11月、千葉で行われた大会に出席した海外の支部長の名刺に初めて「手塚グループ」の名称が使われる。その当時は、まだその名称では活動していなかったが、その後、多くの変化の中で国内外の関係者から手塚グループでの活動が求められた。その後、「極真会館 手塚グループ」の名のもとに活動を発展させている。
2017年（平成29年）1月13日、手塚グループの会長で、かねてから病気療養中だった手塚暢（てづかとおる）が、1月5日に多発生筋炎を病原とした発作のため、亡くなっていたことが明らかになった（享年76）。

## 団体役員
- 会長 森義道
- 代表 手塚文子
- 名誉会長 手塚暢（故人）
- 本部事務局長 杉原政則（東京本部本部長）
- 本部国際事務局長 伊藤祐史（アメリカ本部長）
- 本部会計監査 宮城徹（広島県本部長）